# Gorilla entführt eine Frau

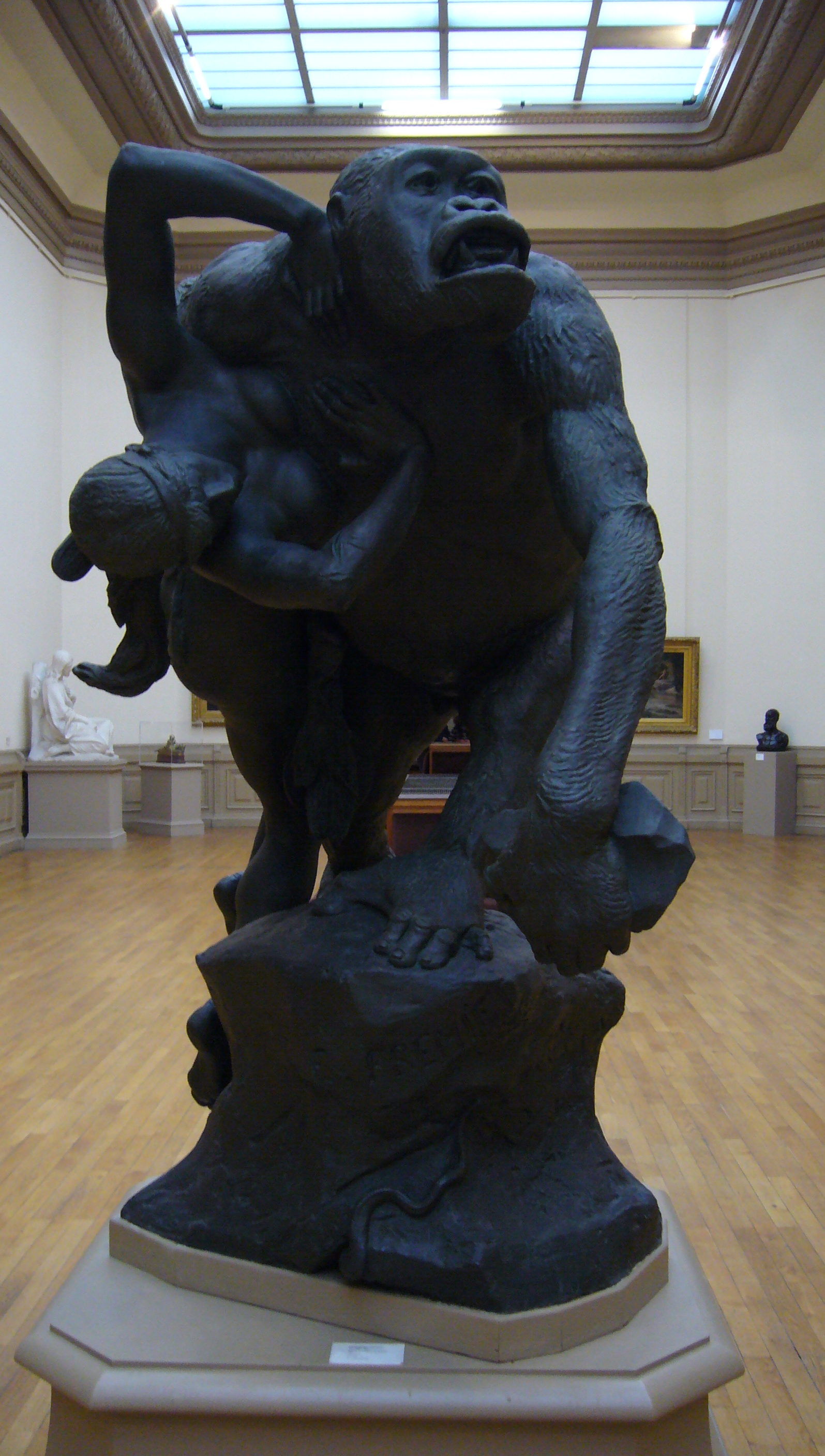
Gorilla entführt eine Frau

 Gorilla entführt eine Frau (Gorille enlevant une femme) ist eine Gruppenskulptur von Emmanuel Frémiet aus dem Jahre 1887. Eine erste Version mit dem Titel Gorille enlevant une négresse (Gorilla trägt eine Negerin, 1861 zerstört) verursachte im Salon von 1859 einen im Kontext mit der von Charles Darwin aufgestellten Evolutionstheorie stehenden Skandal. Für die von der ersten abweichende Version von 1887 erhielt der Künstler eine Ehrenmedaille des Salons der Société des Artistes Français. Die Skulptur war eine der Inspirationsquellen für King Kong. Die Skulptur befindet sich heute im Musée des Beaux-Arts de Nantes. 2016 war die Gipsskulptur im Rahmen der Ausstellung Die Vermessung des Unmenschen in der Kunsthalle im Lipsius-Bau in Dresden zu sehen.